# Isa Kasim

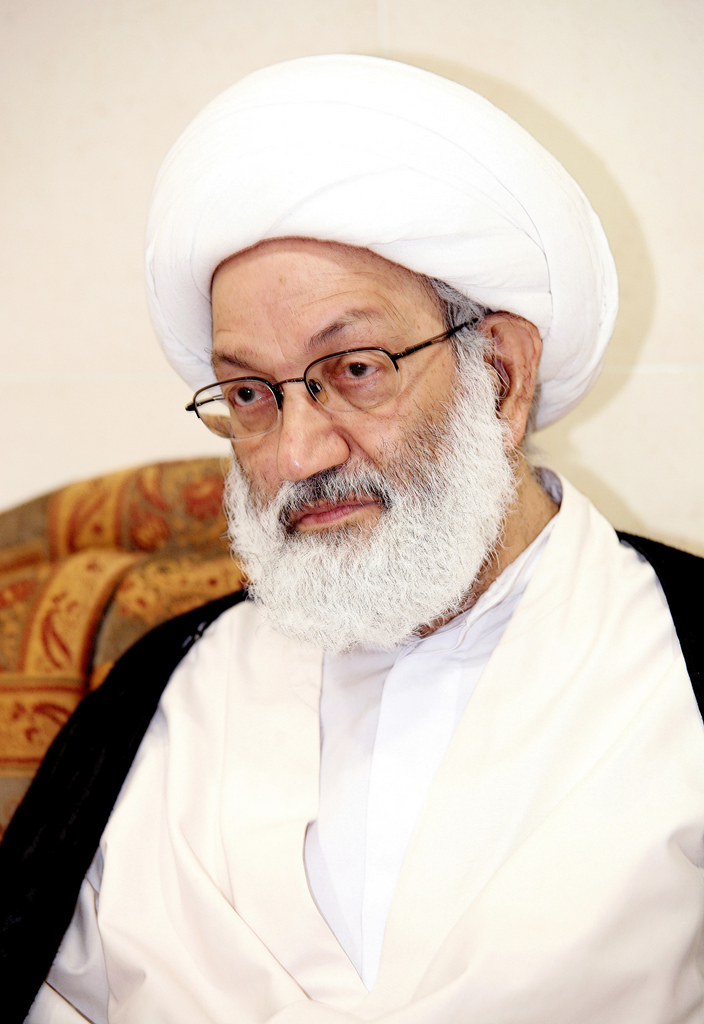

Isa Ahmad Kasim ad-Dirazi al-Bahrani (ur. ok. 1940 w Dirazie) – bahrajński duchowny szyicki, ajatollah. 

## Życiorys

### Edukacja i wczesna działalność
Pochodzi z ubogiej rodziny rybaka. Ukończył szkołę średnią w Manamie, po czym pracował jako nauczyciel w szkole podstawowej w Al-Budajji, w której sam się wcześniej kształcił. Równocześnie odbierał wykształcenie religijne pod kierunkiem szajcha Abd al-Husajna al-Hiliego. W wieku nieco ponad 20 lat Isa Kasim wyjechał na dalsze studia teologiczne do An-Nadżafu i cztery lata kształcił się w miejscowym seminarium. W połowie lat 60. XX wieku wrócił do Bahrajnu, by udać się ponownie do Iraku na naukę pod kierunkiem ajatollaha Muhammada Bakira as-Sadra. Zetknął się wówczas z tworzoną przez as-Sadra szyicką partią Zew Islamu.

### Deputowany Zgromadzenia Konstytucyjnego
W 1973 został wybrany do bahrańskiego Zgromadzenia Konstytucyjnego. W parlamencie należał do tzw. bloku religijnego, który domagał się reformy systemu politycznego kraju. Jego frakcja, związana z irackim Zewem Islamu, rywalizowała z bardziej radykalną grupą szyicką kierowaną przez Hadiego al-Mudarrisiego, wzywającą do walki zbrojnej z rządzącą krajem sunnicką dynastią Al Chalifa. Była również przeciwna reformom społecznym inicjowanym przez rząd, które Isa Kasim uważał za sprzeczne z islamem. W 1975 emir Bahrajnu Isa II rozwiązał parlament, gdy deputowani odmówili przyjęcia ustawy o bezpieczeństwie państwa pozwalającej na osadzenie każdego podejrzanego o działania lub wypowiedzi zagrażające państwu w więzieniu nawet na trzy lata. Po rewolucji islamskiej w Iranie Isa Kasim i jego zwolennicy manifestowali lojalność wobec władz Bahrajnu, dowodząc tym samym, że nie chcieli w kraju rewolucji, lecz korzystnych dla szyitów reform. 
W 1991 Isa Kasim wyjechał na studia teologiczne do Ghom i tam uzyskał tytuł ajatollaha. 

### Przywódca szyitów Bahrajnu po 2001
Wrócił do Bahrajnu w 2001, entuzjastycznie witany przez zwolenników. Jego powrót był możliwy dzięki wdrożonym przez króla Hamada reformom konstytucyjnym. Uchwalona w 2002 konstytucja była jednak znacznie mniej liberalna niż jej poprzedniczka z 1973; reformy Hamada rozczarowały bahrajneńskich szyitów. W 2002 opozycyjne organizacje szyickie zbojkotowały wybory. Isa Kasim nie wypowiadał się w tym czasie na tematy związane z polityką wewnętrzną, natomiast w 2003 i w latach następnych prowadził manifestacje przeciwko wojnie w Iraku, na których gromadzili się zarówno szyici, jak i sunnici. W 2006 wezwał szyitów Bahrajnu do bojkotu wyborów parlamentarnych i samorządowych, wbrew stanowisku szyickich organizacji opozycyjnych, które ostatecznie w wyborach z powodzeniem wystartowały.
W czasie Arabskiej Wiosny wspierał protesty szyitów przeciwko królowi Hamadowi. Potępiał również brutalność policji wobec demonstrantów. Protesty szyitów zostały ostatecznie stłumione. 
W czerwcu 2016 Kasim został pozbawiony obywatelstwa Bahrajnu na podstawie przepisów umożliwiających taki krok w odniesieniu do osób "stwarzających zagrożenie dla bezpieczeństwa państwa". Duchownemu zarzucono głoszenie idei teokracji oraz utrzymywanie stałych kontaktów z państwami i organizacjami wrogimi Bahrajnowi. Decyzja o pozbawieniu ajatollaha obywatelstwa zapadła kilka dni po delegalizacji największej opozycyjnej organizacji Al-Wifak. Odebranie ajatollahowi obywatelstwa wywołało protest, w którym wzięło udział kilka tysięcy osób. Decyzję władz Bahrajnu potępiły również ministerstwo spraw zagranicznych Iranu, dowódca irańskich sił Ghods gen. Ghasem Solejmani, przedstawiciele Hezbollahu oraz Stany Zjednoczone, według których nie było podstaw do pozbawienia Kasima obywatelstwa Bahrajnu, a także Human Rights Watch.
Na fali nowych prześladowań większości szyickiej, w 2017 został skazany na rok w zawieszeniu za trzy lata, uznany za winnego rzekomej korupcji.